# Basil Tuma
Basil Tenywa Tuma, né le 24 avril 2005 en Ouganda, est un footballeur international maltais qui joue au poste d'ailler au Reading FC en EFL League One.

## Biographie

### En club

#### Reading
Basil Tuma fait ses débuts avec le Reading FC lors de la défaite 2-1 en EFL Cup contre Stevenage FC le 9 août 2022, avant d'être remplacé par Jahmari Clarke.

#### International
Il représente l'Ouganda au Championnat CECAFA U-17 2020, battu par la Tanzanie en finale. Tuma est appelé ensuite avec les moins de 19 ans de Malte en septembre 2022. Il fait ses débuts avec l'équipe Malte espoirs lors d'une défaite 0-6 contre l'Espagne le 8 septembre 2023.
En octobre 2024, il est appelé pour la première fois avec l'équipe de Malte pour ses matchs contre le Turkménistan et la Moldavie. Après que le match contre le Turkménistan ait été annulé en raison de problèmes de voyage rencontrés par le Turkménistan, Tuma fait ses débuts pour Malte contre la Moldavie le 13 octobre 2024, entrant en jeu à la fin du match et obtenant le penalty qui permet à son équipe de s'imposer.

## Palmarès
Ouganda -17 ans
- Championnat CECAFA U-17 : 2020 [2]